# Husarenkrapferl

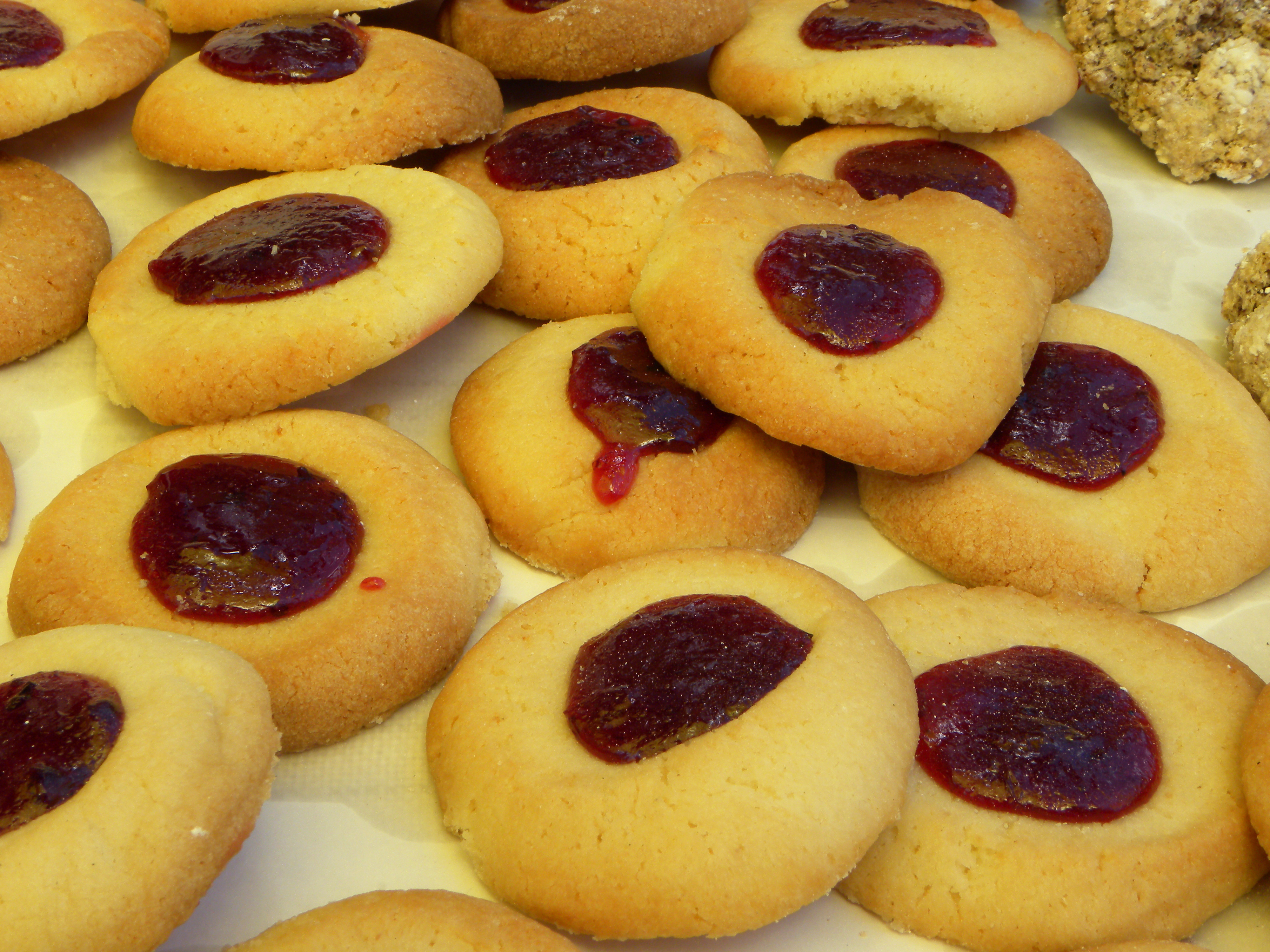
Husarenkrapferl vom Krapfenkirtag Mönichwald

Husarenkrapferln sind kleine Mürbteig-Kugerln mit einem „Marmelade-Auge“, sie gehören zur traditionellen Weihnachts- und Teebäckerei der österreichischen Küche.
Schriften aus der zweiten Hälfte des 19. Jahrhunderts geben die bis heute nahezu unveränderte Zubereitung für „Husaren-Krapferln“ wieder:
„Butter treibt man mit Dotter ab, gibt Zucker mit Vanille ... Mehl dazu. Wenn man davon kleine Kugerln gemacht hat, drückt man in jede eine Vertiefung, bestreicht sie mit Ei und streut Zucker und Mandeln darauf, in die Vertiefung gibt man Eingesottenes.“ Eingesottenes ist bis zum Gelierpunkt eingekochtes Obst.
Für die moderne Version werden die Krapferln mit beliebiger erwärmter, fester Marmelade gefüllt. Einige Rezepte geben das Einfüllen der Marmelade vor dem Backen – andere nach dem Backen an. In den Mürbteig können feingeriebene (geschälte, gebrannte) Haselnüsse eingearbeitet werden.